# Yung Lean

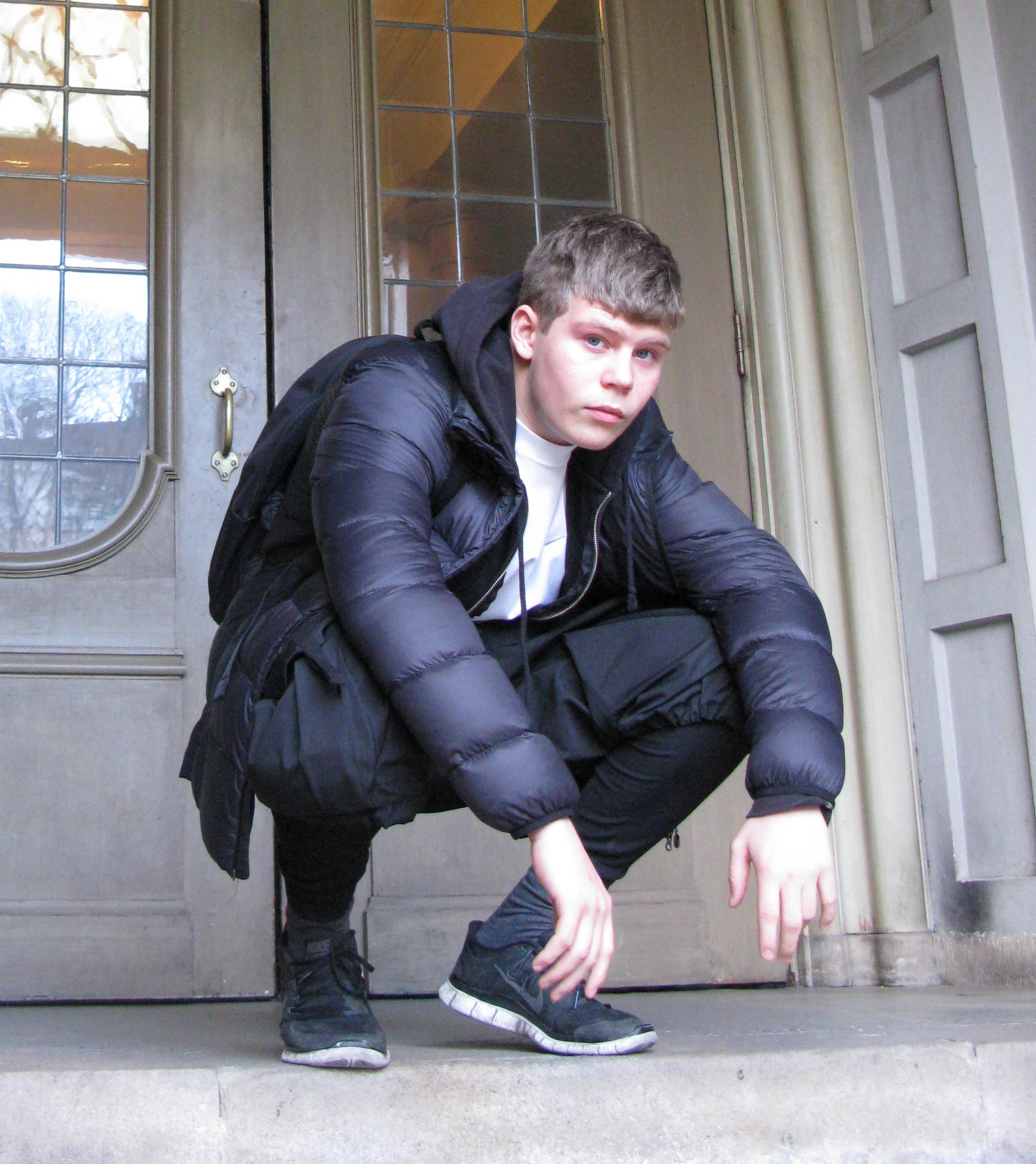
Yung Lean 2013.

Jonatan Leandoer Håstad (uttalas [léandó:r]), mer känd under sitt artistnamn Yung Lean, född 18 juli 1996 i Stockholm, Sverige, är en svensk rappare, sångare och låtskrivare.

## Biografi
Jonatan Leandoer Håstad är son till Kristoffer Leandoer och Elsa Håstad.   Håstad, som är uppväxt i Stockholm, hade fram till 2020 släppt fyra studioalbum. Han har även släppt mixtape och ett flertal singlar och musikvideor på YouTube, bl.a. låtarna Ginseng Strip 2002 och Kyoto.
Under 2013 turnerade Yung Lean och Sad Boys i Europa och blev nominerade till P3 Guld i kategorin "Årets Hiphop/Soul". 2018 vann Yung Lean årets hiphop med sitt album Stranger på Grammisgalan och 2023 blev han nominerad till årets hiphop med mixtapen Stardust. 2020 blev Yung Lean prisad med "the Bram Stoker Medal of Cultural Achievement" i Dublin av University Philosophical Society.
Den 27 november 2020 släpptes dokumentärfilmen Yung Lean: In My Head på bio. Filmen handlar om Leandoers uppväxt och hans snabba framgång på internet, drogproblemen som följde och hans väg till tillfrisknande. Kristoffer Viita på SVT kallade dokumentären för "en utmärkt dokumentär som inte räds att gå till botten med alla trauman".
Tillsammans med musikproducenten Gud, har Leandoer Håstad Död Mark som har släppt två album och under namnet Jonatan Leandoer96 släpper han musik som beskrivits som "lo-fi" och "art rock". Under 2017 kom två EP:s under detta namn: Katla och Psychopath Ballads. 2019 släpptes även albumet Nectar.

## Karriär

### 2012–2013
År 2012 träffade Leandoer Yung Sherman i en park där de upptäckte sin likasinnade musiksmak. Sherman var sedan tidigare kompis med Yung Gud som Leandoer sedan träffade varpå trion till slut bildade Sad Boys. 
Leandoer fick sitt genombrott när musikvideon till "Ginseng Strip 2002" blev viral. Senare år 2013 släppte han sin första officiella singel: "Marble Phone" tillsammans med Kreayshawn, albumet Unknown Death 2002 och EP:n Lavender som innehöll "Ginseng Strip 2002".
År 2013 blev Leandoer blev nominerad till P3 Guld i kategorin "Årets Hiphop/Soul". 

### 2014–2016
12 mars 2014 inledde Leandoer sin Europaturné "White Marble" I Köpenhamn. Under en månads tid pågick turnén i totalt 24 städer i Europa. Kort därefter meddelades det att ännu en turné vid namn "Black Marble" skulle genomföras med spelning i Nordamerika. 9 juli 2014 startade turnén i New York. Under turnéstoppet i Pittsburgh blev deras turnébuss beskjuten.
23 september 2014 släpptes albumet Unknown Memory. 
25 februari 2016 släpptes albumet Warlord och även en egen klädkollektion från Sad Boys Entertainment.  Leandoer agerade modell åt märket Calvin Klein juli 2015 AW16 kampanj. Leandoer medverkade på låten Godspeed på Frank Oceans album Blonde. Han var 17 år då Frank Ocean ringde honom, medan han köpte droger i tunnelbanan i Stockholm, och bad honom komma till London för att spela in med honom. 25 november 2016 släpptes mixtapen Frost God.

### 2017–2019
Den 10 november 2017 släpptes albumet Stranger.
Yung Lean medverkat i produktionen tillsammans med Gud, Vinylz och OZ av låten Dubai Shit av Huncho Jack, Travis Scott, Quavo och Offset. 
I en intervju med Complex i januari 2018 sa Leandoer att han har skrivit två manus till filmer han skulle vilja göra men att det inte blivit mer än manus av det. Han nämnde även att han skulle vilja göra en rockopera om John Ausonius efter att inspirerats av Spinal Tap.
2 november 2018 släpptes mixtapen Poison Ivy. Samma år vann Yung Lean årets hiphop med sitt album Stranger på Grammisgalan.
25 januari 2019 släppte Leandoer sitt första album Nectar under artistnamnet jonatan leandoer127. Artistnamnet ändrade han senare ändrar till jonatan leandoer96.

### 2020–
2020 blev Yung Lean prisad med "the Bram Stoker Medal of Cultural Achievement" i Dublin av University Philosophical Society. 26 februari 2020 släpptes album Starz. 
27 november 2020 släpptes dokumentären "Yung Lean: In My Head".  Filmen regisserades av Henrik Burman. Dokumentären följer Leandoers resa från uppväxten i en kulturfamilj i Stockholm till blixtsnabb rockstjärneframgång under tidigt 2010-tal, ner i en mörk spiral av droger och depression och sedan tillbaka upp på fötter. I filmen får man när Leandoer spelade in en skiva i Miami och knarkandet ledde till en psykos, en tripp till psyket och att hans vän och turnémanager, Barron Machat från skivbolaget Hippos in tanks, dog i en bilkrasch. Dokumentären håller sig objektiv till tragedin som skapade en konflikt mellan Yung Leans band och Machats pappa som ansåg att Leandoer och hans entourage bar skulden för sonens död. Mycket av materialet från de första USA-turnéerna kommer från bandmedlemmarna själva och ger en känsla av närvaro när festandet går från extatiskt till destruktivt. Kristoffer Viita på SVT kallar dokumentären för en "En utmärkt dokumentär som inte räds att gå till botten med alla trauman".
21 december 2020 släpptes albumet Blodhundar & Lullabies under artistnamnet jonatan leandoer96.
14 april 2022 släpptes albumet Stardust. År 2023 blev han nominerad till årets hiphop på Grammisgalan för mixtapen Stardust. 3 februari samma år släpptes albumet Sugar World under artistnamnet jonatan leandoer96. 28 juli 2023 släppte Travis Scott sitt album Utopia där Leandoer medverkar i låten Parasail.
13 mars 2024 släpptes albumet Psykos tillsammans med Bladee. 29 februari 2024 släpptes singeln Shadowboxing exklusivt på Youtube för att sedan släppas på fler musikstreamingtjänster 24 maj 2024. Den 31 maj 2024 släppte Charli XCX The 360 remix with robyn and yung lean.  30 augusti 2024 släpptes singeln Home under artistnamnet Jonathan leandoer96 på Soundcloud men raderades och släpptes åter 6 september 2024 på flera musikstreamingtjänster
4 november 2024 meddelades det att Yung Lean skulle göra skådespelardebut i den kommande filmen Sacrifice, i regi av Romain Gavras. Han kommer bland annat spela mot Chris Evans, Anya Taylor-Joy och Charli XCX i filmen.
I november 2024 meddelade Yung Lean och flertal andra artister från musikkollektiven Sad Boys Entertainment och Drain Gang att de inte längre jobbar tillsammans med skivbolaget YEAR0001. 
Yung Lean tilldelades Platinagitarren 2024 som delas ut av Stim till upphovspersoner med exceptionella framgångar.
2 maj 2025 släppte Yung Lean albumet Jonatan.

## Diskografi
Studioalbum
- Unknown Memory (2014)
- Warlord (2016)
- Stranger (2017)
- Starz (2020)

Mixtape
- Unknown Death 2002 (2013)
- Frost God (2016)
- Poison Ivy (2018)
- Stardust (2022)
- Psykos (2024)
- Jonatan (2025)

EP
- Lavender (2013)

Singlar (urval)
- Oreomilkshake (2013)
- Ginseng Strip 2002 (2013)
- Nekobasu (2013)
- Marble Phone med Kreayshawn (2013)
- Kyoto (2013)
- Yoshi City(2014)
- Crystal Clear Ice (2015)
- Hoover / How U Like Me Now? med Thaiboy Digital  (2016)
- Af1s med Ecco2k (2016)
- Vendetta (2017)
- Spider feet med Suicideyear (2018)
- Creep creeps (2019)
- First class med Thaiboy Digital (2019)
- Blue Plastic (2019)
- Opium Dreams med med Bladee (2020)
- Chandelier (2021)
- Lazy Summer Day / Chinese Restaurant (2022)
- True Love med Thaiboy Digital (2022)
- Victorious//Bullets med Bladee (2023)
- SPIRIT OF THUNDER med DVRST & Riff Raff (2024)